# トーマス・F・ウィルソン
トーマス・フランシス・ウィルソン・ジュニア（ Thomas Francis Wilson Jr.、1959年4月15日 - ）は、アメリカ合衆国の俳優、声優、コメディアン、ミュージシャン。

## 来歴
ペンシルベニア州フィラデルフィアに生まれる。後に悪役を演じるウィルソンだが、実際にはいじめられっ子だった。地元の高校在学中に演技に興味を持ち始め、その後アメリカン・アカデミー・オブ・ドラマティック・アーツへ進学し、演劇を学んだ。スタンダップコメディアンとしてキャリアをスタートし、1984年に『ナイトライダー』で端役としてデビューすると、テレビドラマで徐々に顔を出し始める。
ウィルソンの名前が国際的に知られるきっかけとなったのは、大ヒット映画『バック・トゥ・ザ・フューチャー（BTTF）』シリーズのビフ役である。この作品で過去・現在・未来においてマイケル・J・フォックス演じるマーティ・マクフライを悩ませる稀代の悪役、ビフ・タネンとその孫や祖先をユーモラスかつ嫌味たっぷりに演じて一躍有名となった。一方で共演者との仲は良好で、撮影現場のムードメーカー的存在だった。
2000年以降は再びコメディアンとしても活躍し、2005年にはコメディアルバムをリリースした。近年はテレビ作品への出演が多く、話題のドラマシリーズなどに数多く出演している。声優としても活動しており、『スポンジ・ボブ』ではパトリック・スターの父など複数の役を演じたほか、2015年には『Back to the Future: The Game』の30周年記念バージョンで、声優として再びビフを演じた。
ミュージシャンとしても知られ、2018年のイベント「ハリウッド　コレクターズ　コンベンション No.18」で日本を訪れた際には、BTTFシリーズで共演したクリストファー・ロイドやリー・トンプソンとインタビューに応じたが、「俺はただしゃべるだけなんてしない、さぁ歌おう!」とマイケル・J・フォックスがBTTFの劇中を披露した「ジョニー・B.グッド」のギターソロを披露した。
私生活では1985年に結婚し、4人の子供がいる。

## 主な出演作品

### 映画
| 公開年 | 日本語題 原題                                                              | 役名                                              | 備考             |
| ------ | -------------------------------------------------------------------------- | ------------------------------------------------- | ---------------- |
| 1985年 | バック・トゥ・ザ・フューチャー Back to the Future                          | ビフ・タネン                                      |                  |
| 1986年 | エイプリル・フール April Fool's Day                                        | アーチ                                            |                  |
| 1986年 | ハリー奪還 Let's Get Harry                                                 | ボブ                                              |                  |
| 1988年 | アクション・ジャクソン/大都会最前線 Action Jackson                         | コーンブラウ                                      |                  |
| 1989年 | バック・トゥ・ザ・フューチャー PART2 Back to the Future Part II            | ビフ・タネン グリフ・タネン                       |                  |
| 1990年 | バック・トゥ・ザ・フューチャー PART3 Back to the Future Part III           | ビュフォード・”マッドドッグ”・タネン ビフ・タネン |                  |
| 1990年 | ターナー&フーチ Turner & Hooch                                             | スコット・ターナー刑事                            | テレビ映画       |
| 1991年 | ジム・キャリーINハイ・ストラング High Strung                               | アル                                              |                  |
| 1993年 | ブラッド・イン ブラッド・アウト Bound by Honor                             | ロリー                                            |                  |
| 1994年 | 僕たちのサマーキャンプ/親の居ぬ間に… Camp Nowhere                          | エリオット・ヘンドリクス                          |                  |
| 1995年 | ケイティ Born to Be Wild                                                   | ルー・グリーンバーグ                              |                  |
| 1997年 | 誘拐騒動/ニャンタッチャブル That Darn Cat                                  | メルヴィン                                        |                  |
| 2003年 | アトランティス 帝国最後の謎 Atlantis: Milo's Return                        | カーナビー                                        | アニメ、声の出演 |
| 2004年 | スポンジ・ボブ/スクエアパンツ ザ・ムービー The SpongeBob SquarePants Movie |                                                   | アニメ、声の出演 |
| 2006年 | キャプテン・ズーム Zoom                                                    | ディランの先生                                    |                  |
| 2009年 | インフォーマント! The Imformant!                                           | マーク                                            |                  |
| 2013年 | デンジャラス・バディ The Heat                                              | フランク・ウッズ署長                              |                  |

### テレビシリーズ
| 放映年      | 日本語題 原題                                               | 役名                         | 備考        |
| ----------- | ----------------------------------------------------------- | ---------------------------- | ----------- |
| 1984年      | ナイトライダー Knight Rider                                 | チップ                       | 1エピソード |
| 1996年      | サブリナ Sabrina, the Teenage Witch                         | サイモン                     | 1エピソード |
| 1997年      | 新スーパーマン Lois & Clark: The New Adventures of Superman | カーター                     | 1エピソード |
| 1999-2000年 | フリークス学園 Freaks and Geeks                             | ベン・フレドリクス           | 6エピソード |
| 2001年      | 刑事ナッシュ・ブリッジス Nash Bridges                       | ジャック・ヌーン             | 1エピソード |
| 2003年      | ボストン・パブリック Boston Public                          | ポール                       | 1エピソード |
| 2003年      | チャーリー・シーンのハーパー★ボーイズ Two and a Half Men    | マイク                       | 2エピソード |
| 2006年      | コールドケース 迷宮事件簿 Cold Case                         | アーノルド・ブラウン         | 1エピソード |
| 2006-2008年 | ゴースト 〜天国からのささやき Ghost Whisper                 | ティム・フラハティ           | 6エピソード |
| 2007年      | Dr.HOUSE House M.D.                                         | ルー                         | 1エピソード |
| 2007年      | ボストン・リーガル Boston Legal                             | ジェフリー・バス             | 1エピソード |
| 2008年      | BONES ボーンズ -骨は語る- Bones                             | チップ・バーネット           | 1エピソード |
| 2009年      | サイク/名探偵はサイキック? Psych                            | ブッチ                       | 1エピソード |
| 2011年      | ハリーズ・ロー 裏通り法律事務所 Harry's Law                 | アラン・ミード               | 1エピソード |
| 2011年      | メル&ジョー 好きなのはあなたでしょ? Melissa & Joey          | ハーバート・ハンコック       | 1エピソード |
| 2011-2012年 | リーガル・バディーズ フランクリン&バッシュ Franklin & Bash  | スピリチュアル・アドバイザー | 2エピソード |

### アトラクション
- バック・トゥ・ザ・フューチャー・ザ・ライド Back to the Future: The Ride （1991-2016年） - ビフ・タネン

### 声の出演
- アトランティス/帝国最後の謎 Atlantis: Milo's Return (2003年)
- スポンジ・ボブ/スクエアパンツ ザ・ムービー The SpongeBob SquarePants Movie (2004年)
- ブルー 初めての空へ Rio (2011年)
- トムとジェリー ジャックと豆の木 Tom and Jerry's Giant Adventure (2013年)

### テレビアニメ
- バットマン Batman （1993・1998年）
- スーパーマン Superman (1996年)
- Duckman: Private Dick/Family Manz (1997年)
- ぎゃあ!!!リアル・モンスターズ Aaahh!!! Real Monsters (1997年)
- スペース・レンジャー バズ・ライトイヤー BuzLightyear of Star Command (2000年)
- スポンジ・ボブ SpongeBob SquarePants (2001-2007年)
- スペクタキュラー・スパイダーマン The Spectacular Spider-Man(2008-2009年)
- バットマン:ブレイブ&ボールド Batman: The Brave and the Bold(2008-2009年)

### ゲーム
- ウィングコマンダーIII,Wing Commander III: Heart of The Tiger (1996年)
- Back to the Future: The Game - 30th AnniversaryEdition - (2015年)